# Midnight Club
Midnight Club is een serie van racespellen ontwikkeld door Rockstar San Diego en uitgegeven door Rockstar Games. Er zijn vier hoofddelen in de serie verschenen, die allen succesvol werden. In de spelserie speelt straatracen in een openwereld een grote rol. Spelers kunnen racen in de steden New York, Londen, Los Angeles, Parijs, Tokio, San Diego, Atlanta en Detroit.

## Spellen in de serie
| Jaar | Titel                              | Platform                                      |
| ---- | ---------------------------------- | --------------------------------------------- |
| 2000 | Midnight Club: Street Racing       | PlayStation 2, Game Boy Advance               |
| 2003 | Midnight Club II                   | PlayStation 2, Windows, Xbox                  |
| 2005 | Midnight Club 3: DUB Edition       | PlayStation 2, PlayStation Portable, Xbox     |
| 2005 | Midnight Club 3: DUB Edition Remix | PlayStation 2, PlayStation Portable, Xbox     |
| 2008 | Midnight Club: Los Angeles         | PlayStation 3, PlayStation Portable, Xbox 360 |
| 2008 | Midnight Club: Los Angeles Remix   | PlayStation 3, PlayStation Portable, Xbox 360 |